# Kohei Kudo
Kohei Kudo (工藤 浩平 Kudo Kohei?), född 28 augusti 1984 i Chiba prefektur, är en japansk fotbollsspelare.
Kudo började sin karriär 2003 i JEF United Ichihara (JEF United Chiba). Han spelade 180 ligamatcher för klubben. Med JEF United Chiba vann han japanska ligacupen 2005 och 2006. 2011 flyttade han till Kyoto Sanga FC. Efter Kyoto Sanga FC spelade han för Sanfrecce Hiroshima och Matsumoto Yamaga FC. Han gick tillbaka till JEF United Chiba 2018.